# 蔡侯朱
蔡侯朱（さいこうしゅ、生没年不詳）は、春秋時代の蔡の君主。姓は姫、名は朱。平侯の子で、平侯の後を受けて蔡国の君主となった。紀元前521年、姫朱は蔡の国人に追放されて、平侯の弟の姫東国が蔡侯に擁立された。姫朱は楚に亡命して、平王に復位への助力を求めたが、費無忌の妨害により果たせなかった。